# Rowman & Littlefield
Rowman & Littlefield (произносится Роумэн энд Литлфилд) — независимое американское академическое издательство, посвящённое гуманитарным и социальным исследованиям.

## История
Издательство Rowman & Littlefield было основано в 1949 году Уолтером Роуманом и Артуром В. Литтлфилдом в Лэнхэме, штат Мэриленд. Помимо головного офиса располагает филиалами в городах Нью-Йорк, Боулдер, штат Колорадо, а также в Торонто и Лондоне. Издательство сотрудничает с Американским советом по образованию, Американской ассоциацией государственной и местной истории, Американским советом по внешней политике, Смитсоновским институтом, Центром стратегических и международных исследований и Мемориальным музеем Холокоста (США).
В 1987 году издательство было приобретено University Press of America, созданным в 1975 году научным издательством. После этого крупнейшего за весь период деятельности приобретения University Press of America стало работать под торговой маркой Rowman & Littlefield.
Издательство спонсирует премию Rowman & Littlefield в области инновационного обучения, единственную национальную премию в области преподавания политологии, присуждаемую в Соединённых Штатах. Она ежегодно присуждается Американской ассоциацией политических наук людям, чьи инновации продвинули вперед преподавание политических наук.

## Импринты
Наравне с основной деятельностью издательство включает следующие импринты (подразделения):
- Applause Books
- Amadeus Press
- Backbeat Books
- Bernan
- Down East Books
- Falcon Guides
- Hal Leonard Books
- Globe Pequot
- Gooseberry Patch
- Limelight Editions
- Lyons Press
- Muddy Boots
- Pineapple Press
- TwoDot Books
- Scarecrow Press
- Stackpole Books
- Hamilton Books
- Lexington Books
- The Scarecrow Press

## Журналы
Издательство Rowman & Littlefield предлагает следующие журналы:
- Коллекции: журнал для музейных и архивных специалистов
- Международный журнал реформы образования
- Международный журнал интеллектуальной этики
- Журнал школьной практики, основанной на свидетельствах
- Журнал научных исследований о Корее
- Журнал школьного лидерства
- Журнал школьных связей с общественностью
- Pro Ecclesia
- Педагогическое образование и практика